# Монсеф Марзуки
Монсеф Марзуки (арап. المنصف المرزوقي; Громбалија, 7. јул 1945) туниски је политичар и бивши председник Туниса.

## Биографија
Рођен је 1945. године у Громбалији. Завршио је медицину на Универзитету у Страсбуру, Француска. У Тунис се вратио 1979. године, након чега је био оснивач Центра за медицину у Сусу и Афричке мреже против злостављања деце. Био је и члан Туниске лиге за људска права.
Од 1991. деловао је у опозицији тадашњем председнику Бен Алију. Био је хапшен неколико пута. Био је оснивач Националног комитета за слободе. Био је председник Арапске комисије за људска права, а од 17. јануара 2011. члан је њеног Извршног одбора.
Гопдине 2001. основао је страну Конгрес за републику. Деловање странке је забрањено 2002, али је Марзуки наставио њено деловање у Француској.
Након избијања туниске револуције и одласка Бен Алија из земље, Марзуки се вратио у Тунис и објавио да ће се кандидовати за председника на председничким изборима.
Уставотворна скупштина Туниса (орган изабран за управљање земљом након револуције) је 12. децембра 2011. изабрала Марзукија за новог председника Туниса са 155 гласова за, 3 против и 42 празна. Празни гласови били су бојкот од стране опозиционих странака које су сматрале новим устав недемократским.
Један дан након избора за председника, Марзуки је 14. децембра за новог премијера поставио Хамадија Џебалија из умерене исламистичке странке Покрет Енада.
Монсеф Марзуки је 2012. године позвао на спајање Туниса и Либије..
У новембру 2021. Монсеф Марзуки је био предмет међународне потернице због угрожавања државне безбедности.